# Laslo Babits
Laslo Babits (* 17. April 1958 in Oliver, British Columbia; † 12. Juni 2013 in Vancouver) war ein kanadischer Speerwerfer.

## Karriere
Bei den Commonwealth Games 1982 in Brisabe gewann er Silber.
1983 schied er bei den Leichtathletik-Weltmeisterschaften in Helsinki in der Qualifikation aus und siegte bei den Panamerikanischen Spielen in Caracas.
Bei den Olympischen Spielen 1984 in Los Angeles kam er auf den achten Platz.
1984 und 1985 wurde er Kanadischer Meister. Seine persönliche Bestleistung von 86,90 m stellte er am 26. August 1984 in Köln auf.